# Bubinga

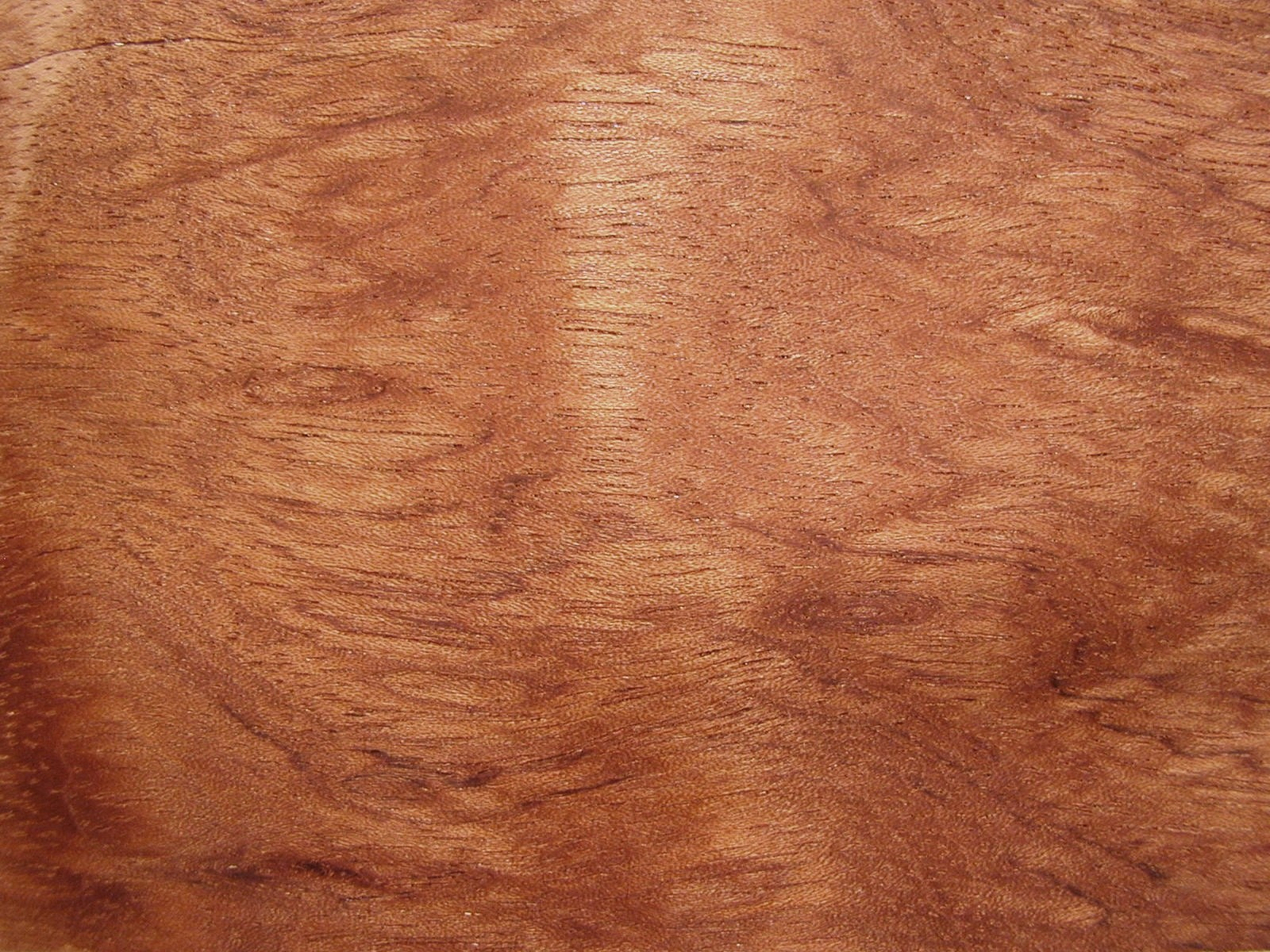
Dibuix de l'estriat de la fusta de bubinga

Bubinga és una espècie de fusta provinent de les espècies Guibourtia demeusei o Guibourtia tessmannii. Es produeixen a l'Àfrica Central i Occidental. La fusta també es comercialitza com Kevazingo. No és de les fustes més exportades dels països africans.
És una fusta gruixuda, sòlida, de color marró vermell a violeta. Sovint té un bonic dibuix sobre caixes que es pot utilitzar per a treballs interiors. De tant en tant, té sanefes ondulades, ratllades o trencades. Bastant fàcilment deformable. Fàcil de convertir en xapes que són susceptibles de doblegar i arquejar (instruments musicals).

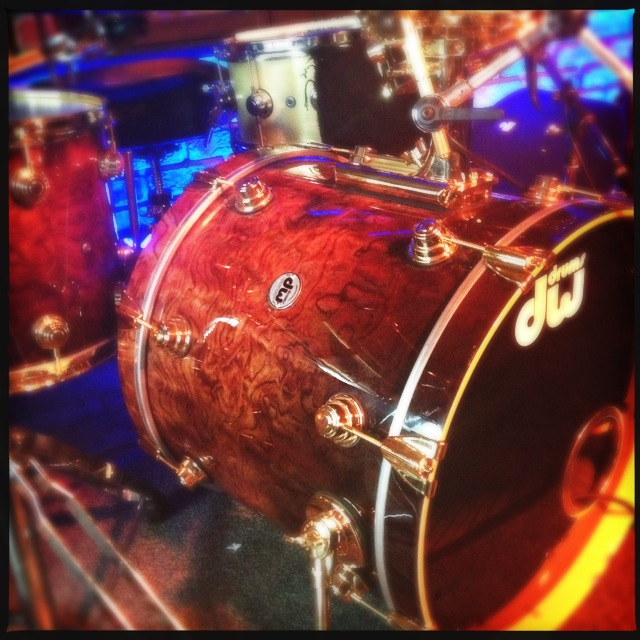
Dos elements de bateria d'una sèrie elaborada amb fusta de bubinga

La Bubinga pot ser un substitut del palissandre encara que el color sigui diferent. S'utilitza per a nanses, gravadores i fundes de cigars. També com a xapa per a la marqueteria. Així com per a la talla com ara plaques de nom, escultures i similars, també per a mecanitzar-la per fresat o tornejat fins.
Quan s'exposa a la llum UV, es pot produir una decoloració groguenca. Per a aplicacions a l'aire lliure (plates d'escriptori) es recomana aplicar a la superfície una pintura blanca que inhibeix la radiació UV.